# 広石信号場
広石信号場（ひろいししんごうじょう）は、岡山県新見市法曽にある、西日本旅客鉄道（JR西日本）伯備線の信号場である。

## 歴史
- 1973年（昭和48年）9月28日：開設[1]。
- 1987年（昭和62年）4月1日：国鉄分割民営化により、西日本旅客鉄道の信号場となる[1]。

## 構造

構内配線図　A:方谷　B:井倉

方谷駅より井倉駅方向に約3.4kmにある2線の信号場。
本線（2番線）・副本線（1番線）とも双方向に場内・出発信号機を備えた一線スルー構造となっている。

## 周辺
国道180号から見て高梁川の対岸にある。山間部（渓谷）にあり保線専用道以外の道はなく、信号場へ近づく事は非常に困難である。少し上流には井倉峡（絹掛の滝）
があり、渓谷が美しい。

## 隣の施設
西日本旅客鉄道（JR西日本）
 伯備線
方谷駅 - （広石信号場） - 井倉駅